# Про барана и козла
Этот мультфильм не следует путать с мультфильмом «Про козла и барана» и с мультфильмом «Козёл да баран» со сходным сюжетом.
«Про барана и козла» — российский мультипликационный фильм, созданный на студии «Пилот» в 2004 году. Режиссёр Наталья Березовая создала мультфильм по русской народной сказке в пересказе Юрия Коваля.
Мультфильм входит в мультсериал «Гора самоцветов». В начале мультфильма — пластилиновая заставка «Мы живём в России — Карелия».

## Сюжет
Комическая экранизация сказки Юрия Коваля («Сказка деда Игната про козла Козьму Микитича») из повести «Полынные сказки». Аналогичный сюжет есть в украинском и чувашском фольклоре, а также на нём базируется стихотворная сказка татарского поэта Габдуллы Тукая.
Любопытный, прыткий и сообразительный Козёл спасает своего друга — упёртого, ленивого и ворчливого Барана от злого и жестокого хозяина. Вдвоём они сбежали от хозяина и ушли в лес в поисках другой жизни.
На пути им попадаются голодные волки-бандиты и наглый коварный Медведь. Однако Козлу и Барану удаётся их напугать, да так, что они стали работать на них.

## Создатели
| Авторы сценария                       | Наталья Березовая, Елена Комарова |
| Диалоги                               | Юрий Коваль |
| Режиссёр                              | Наталья Березовая |
| Художественный руководитель           | Эдуард Назаров |
| Художники-постановщики                | Ирина Литманович, Елена Комарова |
| Композиторы                           | Александр Пинегин, Михаил Самойлов |
| Звук                                  | Кинокомпания “Орел |
| Звукорежисер                          | Андрей Самохин |
| Роли озвучивали:                      | Виктор Сухоруков (Козёл) Александр Половцев (Баран) Сергей Гармаш (Волк-бугор) Сергей Степанченко (Медведь-пахан) Эдуард Назаров (от автора) |
| Ассистент художника-постановщика      | Ольга Антоненкова |
| Ассистент режиссёра                   | Оксана Фомушкина |
| Аниматоры                             | Степан Бирюков, Екатерина Бойкова, Константин Гвоздев, Елена Голянкова, Екатерина Грошева, Екатерина Грушина, Яна Дронина, Владимир Захаров, Екатерина Захарченко, Светлана Зимина, Сергей Кирякин, Роман Козич, Василий Корецкий, Татьяна Кочетова, Елена Лазарева, Ольга Меркурьева, Татьяна Подгорская, Екатерина Табах, Марина Тябут, Татьяна Яцына |
| Главный аниматор                      | Андрей Соколов |
| Художники                             | Наталья Бородулина, Натаван Габибова, Ольга Кацуба, Наталья Полетаева, Юлия Некипелова, Лариса Разгуляева, Екатерина Смирнова, Николай Штейнбреннер, Елена Воронина, Наташа Иванищева, Татьяна Кирсанова, Светлана Малицкая, Людмила Потоцкая, Антон Скачков, Ирина Ткаченко, Дина Хусяинова                                                            |
| Технический отдел                     | Алексей Ганков, Мария Кулланда, Анастасия Шиляева |
| Директор картины                      | Игорь Гелашвили |
| Над пластилиновой заставкой работали: | - Режиссёр — Сергей Меринов - Текст — Георгий Заколодяжный - Актёр — Александр Леньков - Художник-постановщик — Галина Голубева - Композитор — Александр Гусев - Операторы-монтажёр — Андрей Пучнин - Художник — Эдуард Беляев - Аниматоры — Наталья Акашкина, Наталья Соколова Юлия Дащинская                                                          |
| Художественный совет проекта          | Эдуард Назаров, Александр Татарский, Михаил Алдашин, Валентин Телегин, Георгий Заколодяжный |
| Генеральный продюсер проекта          | Игорь Гелашвили |
| Продюсер                              | Ирина Капличная |
| Руководитель проекта                  | Александр Татарский |

## Премьера и награды
- 2005 — Премьерный показ первых 11 фильмов из цикла «Гора самоцветов»[2] состоялся в феврале 2005 года в рамках Х Открытого российского фестиваля анимационного кино в Суздале.[3]
- 2005 — Диплом жюри Х ОРФАК в Суздале (2005) "Коллективному разуму Большой киностудии «Пилот», энергично создающему «Гору самоцветов».[4]
- 2005 — Приз VII Международного фестиваля «Сказка» за самый смешной фильм.
- 2005 — 3 место конкурса анимации на IX Всероссийском Фестивале Визуальных Искусств во Всероссийском Детском Центре «Орлёнок».[5]
- 2006 — Специальное упоминание детского жюри 17-го Международного фестиваля анимационных фильмов «Анимафест» (Загреб, Хорватия).[6]
- 2007 — II Международный кинофестиваль семейных и детских фильмов «Верное сердце»: Гран-при фильму Натальи Березовой «Про барана и козла». Автору присуждена премия и бронзовая статуэтка Петра и Февронии Муромских (покровителей семьи и брака на Руси).[7]